# Mariadele
Mariadele, pseudonimo di Maria Adele Corradi (Levanto, 1976), è una cantautrice italiana.

## Biografia

### Esordi
Spinta dalla sua maestra di canto, Mariadele esordisce come cantante all'età di 7 anni, e a 12 anni forma con alcuni compagni di scuola il suo primo gruppo.
Debutta sul palco del Festival di Castrocaro nel 1994, e nel 1995 partecipa al Festival di San Marino, che le permette di ottenere il primo contratto discografico con la BMG Ricordi.

### Il primo album e l'esperienza televisiva
Nel maggio del 1996 pubblica il suo primo singolo, Fra Bologna e me, che anticipa l'album di esordio che porta il suo nome, Mariadele, e dal quale viene estratto il singolo Meglio con te.
Il 1998 si apre con Mariadele impegnata nel ruolo di conduttrice televisiva della trasmissione musicale Arrivano i nostri in onda su TMC2, nonché come inviata in importanti concerti. Questo le dà l'occasione di conoscere l'autore Saverio Grandi (leader dei Taglia 42, autore per Vasco Rossi, Mango, Stadio). In estate è protagonista di un breve tour, che culmina con un tutto esaurito al "Jimmi's" di Milano. In autunno preferisce rinunciare a proseguire l'avventura televisiva per concentrarsi sul secondo album di cui compone  i pezzi con Saverio Grandi.

### Vorrei
Nel 2000 esce per l'etichetta indipendente San Marino Performance il suo secondo album, Vorrei, anticipato da tre singoli: Bellamica, Vorrei e So ancora di te, col quale partecipa a Un disco per l'estate. Nello stesso anno apre, in versione unplugged, le date dello ...Squérez?-tour dei Lùnapop, duetta con Gaetano Curreri degli Stadio nel brano Te lo ricordi, contenuto in Donne & colori, e con i Taglia 42 per il brano Dalla tua parte, contenuto in Due. Il 2000 si chiude con la co-conduzione, con Arianna Ciampoli al fianco di Ettore Andenna, del meeting "Giovani 2000: lasciateci nascere" al teatro Ariston di Sanremo, e l'esibizione al "Free" al Mediolanum Forum (MI). In seguito dall'album viene estratto anche un quarto singolo Deludermi mai.
Il 2001 vede Mariadele partecipare col singolo Se tu mi vuoi al "Giro l'Europa Tour 2001" (il brano confluisce nella compilation Giovani frequenze) e alla terza edizione della rassegna sammarinese "Performance".

### ...ora mi faccio un caffè
Nel 2002 pubblica ...ora mi faccio un caffè, terzo e ultimo album, che include Se tu mi vuoi e Lascerei tutto, singolo che raggiunge la posizione numero 50 in classifica.
Si esibisce al Festival di San Marino, a Radio Bruno Estate, al Girofestival, al Giro l'Europa Tour, al Premio Lunezia, apre la tappa di Cagliari del Festivalbar (con Indispensabile) ed è ospite alle kermesse VociDomani e BenGio Festival. Partecipa inoltre durante l'estate all'"i.Tim Tour" con Indispensabile rmx (i.Tim Tour compilation 2002).
Al "XIV Festival di San Marino" del 2003 si classifica seconda, alle spalle di Alexia, per il premio alla "Miglior artista donna". Al "Pasqua in Musica" presenta il singolo Non ti dimentico, col quale in estate partecipa al Girofestival, a Un disco per l'estate, all'"i.Tim Tour" (i.Tim Tour compilation 2003), si esibisce al "Deejay Square" di Riccione e a Radio Bruno Estate.
Nell'estate 2004 si esibisce in sei appuntamenti dell'"i.Tim Tour".

### Dalla musica alla fisioterapia
Dal 2008 è iscritta all'A.I.FI. (Associazione Italiana Fisioterapisti).

### La pubblicazione della discografia online
Il 17 ottobre 2024, la cantante ha annunciato tramite Facebook, dopo oltre 11 anni di silenzio, la pubblicazione della sua discografia per la prima volta sulle piattaforme streaming, avvenuta il giorno seguente in concomitanza con la pubblicazione dei suoi videoclip musicali su YouTube.

## Premi
- 2000 - XI Festival di San Marino: "Premio Speciale RDS Radio Dimensione Suono" come artista più programmata nel 1999
- 2000 - Un disco per l'estate: vincitrice nella sezione "Nuove Proposte" (So ancora di te)
- 2001 - XII Festival di San Marino: "Premio Titano" per il miglior album (Vorrei)
- 2002 - Premio Lunezia 2002: "Miglior Autrice Promessa" (Indispensabile)

## Discografia
- 1997 - mariadele (BMG Ricordi)
- 2000 - Vorrei (San Marino Performance)
- 2002 - ...ora mi faccio un caffè (San Marino Performance)

### Singoli
- 1997 - Meglio con te
- 1997 - Fra Bologna e me
- 1998 - Non cercarmi più
- 1998 - Non è più estate
- 1999 - Bellamica
- 1999 - Vorrei / Vorrei remix
- 2000 - So ancora di te / So ancora di te remix
- 2000 - TVB
- 2000 - Deludermi mai
- 2001 - Se tu mi vuoi
- 2002 - Indispensabile
- 2002 - Lascerei tutto
- 2003 - Non ti dimentico
- 2003 - Sola
- 2025 - Andiamo a fare l'amore

## Videoclip
- 1997 - Meglio con te
- 1997 - Fra Bologna e me
- 1999 - Bellamica
- 1999 - Vorrei (regia di Gaetano Morbioli)
- 1999 - So ancora di te
- 2001 - Se tu mi vuoi
- 2002 - Indispensabile (regia di Giangi Magnoni)
- 2002 - Lascerei tutto (regia di Giangi Magnoni)
- 2003 - Non ti dimentico (regia di Gaetano Morbioli)